# Emilia Noguera
Emilia Noguera Berger (Santiago, 26 de octubre de 1983) es una actriz, directora teatral y dramaturga chilena.

## Biografía
Hija del actor Héctor Noguera y la profesora y productora de televisión Claudia Berger, hizo la secundaria en el Colegio Suizo de Santiago y, después, siguió teatro en la Universidad Católica, de la cual egresó en 2004. Ambos hermanos, el mayor Diego y el menor Damián, estudiaron música en el conservatorio y componen; el primero es también actor; en cuanto a ella misma, estudió piano clásico desde los 6 hasta los 20 años. Es medio hermana de la actriz Amparo Noguera y el actor Diego Noguera, hija del primer matrimonio de su padre con la productora teatral Isidora Portales. 
Durante 2002 participa en el festival Roots in Transit (Holstebro, Dinamarca), organizado por el Odin Teatret de Eugenio Barba, donde asiste a varias clases magistrales dictadas tanto por actores, directores y coreógrafos provenientes de diferentes lugares del mundo, como por los miembros de esa agrupación teatral.
Fundó la compañía Teatro la Caída en 2005 y desde ese año al 2007 participó en el Seminario de Actuación dirigido por Alfredo Castro en el Centro de Investigación Teatral Teatro La Memoria, con clases y montajes junto a los directores Castro, Rodrigo Pérez], Marcos Guzmán y Marcelo Alonso.
Debutó como directora en 2006 con la obra Cara de fuego, del alemán Marius von Mayenburg; en 2012 con Turno dirigió la primera obra de su propia autoría, que montó en el Teatro del Puente.
La primera obra de teatro que escribió fue Suspender, que, estrenada en 2007, ganó el premio a la mejor actriz y mejor dramaturgia por la obra en el marco del festival de nuevos directores organizado por la Universidad de Chile ese año. En 2016 adaptó al teatro la novela Jardín de Pablo Simonetti, que bajo la dirección de su padre, Héctor Noguera, fue estrenada el mismo año en el Teatro Universidad Católica, en Ñuñoa.
Además de su experiencia en teatro, ha incursionado en cine y televisión. 
Tuvo una relación con el actor Etienne Bobenrieth, con quien tiene dos hijas: Mila y Santina. En agosto de 2021 anunciaron su separación.

## Teatro

### Dramaturga
- Suspender, 2007, compañía de teatro La Caída, sala Sidarte; dirección de Sebastián Jaña[11]
- Un niño, 2011, Teatro Camino; 2012, GAM;[12] dirigida por su hermano Diego Noguera
- Turno, 2012, Teatro del Puente, dirigida por la autora
- Los alquimistas, obra coescrita con Ana López Montaner y estrenada el 13 de abril de 2013 en el Teatro Universidad Católica; dirección de Sebastián Vila
- Proyecto de vida, 2014, Teatro de la Universidad Católica, dirección de Cristián Plana
- Jardín, adaptación de la novela homónima de Pablo Simonetti, 2016, Teatro Universidad Católica, dirección de Héctor Noguera

### Directora
- Cara de fuego, obra de Marius von Mayenburg, estrenada el 25 de mayo de 2006 por su compañía La caída en el Galpón 7[5]
- Metromanifiesto, asistente del director Claudio González, 2004
- Gen, asistente del director Sebastián Jaña, 2005
- Turno, 2012 Teatro del Puente[13]
- Romeo y Julieta, Teatro Nescafé de las Artes. 2021.

### Actriz
- Pan tostado, de Rodrigo Canales, dirigida por el autor, 2003
- El despojo, obra de Daniela Cápona, dirigida por Ángela Cabezas, 2003
- La consagración de la primavera, danza teatro, dirigida por Vicente Ruiz, 2004
- La tempestad, de Shakespeare, dirigida por Jaime Hanson, 2005
- Suspender, dirigida por Sebastián Jaña, 2007
- Enemigo interior, de José Sanchis Sinisterra, dirigida por Héctor Noguera, 2009
- PANA, de Andrés Kalawski, dirigida por Francisco Albornoz, 2009
- Villa Fuenteovejuna, adaptación de la conocida obra de Lope de Vega, dirigida por Paula Aros y Héctor Noguera, 2012
- Eva, de Soledad Lagos, dirigida por Amalia Kassai, 2012
- El jardín de los cerezos, de Antón Chéjov, dirigida por Héctor Noguera, 2013
- Un cuento de Navidad, adaptación de la obra homónima de Charles Dickens, dirigida por Álvaro Viguera, 2016

## Teleseries

### Actriz
| Teleseries | Teleseries        | Teleseries               | Teleseries | Teleseries |
| Año        | Teleserie         | Personaje                | Canal      |            |
| ---------- | ----------------- | ------------------------ | ---------- | ---------- |
| 2006       | Cómplices         | Amanda Salazar           | TVN        |            |
| 2007       | Corazón de María  | Francisca Lamarca        | TVN        |            |
| 2008       | Lola              | Bernardita "Bernie" Goye | Canal 13   |            |
| 2010       | Primera dama      | Renata Cruz              | Canal 13   |            |
| 2015       | La poseída        | Luisa Mackenna           | TVN        |            |
| 2017       | La colombiana     | Celeste Valle            | TVN        |            |
| 2017-2018  | Dime quién fue    | Camila Gutiérrez         | TVN        |            |
| 2019       | Amar a morir      | Susana Vasconcellos      | TVN        |            |
| 2021       | La torre de Mabel | Cecilia Avendaño         | Canal 13   |            |

### Guionista
- No abras la puerta (TVN, 2014)

## Series y unitarios
| serie | serie                       | serie            | serie       |
| Año   | Serie                       | Rol              | Canal       |
| ----- | --------------------------- | ---------------- | ----------- |
| 2006  | Mi primera vez              | Ángela Naranjo   | TVN         |
| 2013  | Lo que callamos las mujeres | Alma Villagrán   | Chilevisión |
| 2015  | Juana Brava                 | Paulina Montejo  | TVN         |
| 2016  | Familia moderna             | Mónica Marmolejo | Mega        |
| 2022  | Celeste                     | Carla Marambio   | NTV         |

## Programas de televisión
- Sin Dios ni late (Zona Latina, 2011) - Invitada

## Cine
- Juegos artificiales, mediometraje de David Benavente, 1996
- Juego fatal, cortometraje de Cristián Riquelme, 2006
- La hora perfecta, película de Lucas Martínez, 2006
- La llorona, cortometraje de Cristián Riquelme, 2007
- Insidecar-Stgo, cortometraje, de Iván Larraguibel, 2009
- Aurora, de Rodrigo Sepúlveda, 2014

## Videoclip
- Dejaste aquí, grupo Alamedas, director: Carlos Moena
- Acción Reacción, grupo Francisco González, director: Pascal Krumin
- "Ocaso Por Si Acaso", Sergio Clark, director: Pedro R. Quezada